# Municipio de Farmer (condado de Rice)
El municipio de Farmer (en inglés: Farmer Township) es un municipio ubicado en el condado de Rice en el estado estadounidense de Kansas. En el año 2010 tenía una población de 389 habitantes y una densidad poblacional de 4,15 personas por km².

## Geografía
El municipio de Farmer se encuentra ubicado en las coordenadas 38°28′42″N 98°25′30″O / 38.47833, -98.42500. Según la Oficina del Censo de los Estados Unidos, el municipio tiene una superficie total de 93.78 km², de la cual 93,78 km² corresponden a tierra firme y (0 %) 0 km² es agua.

## Demografía
Según el censo de 2010, había 389 personas residiendo en el municipio de Farmer. La densidad de población era de 4,15 hab./km². De los 389 habitantes, el municipio de Farmer estaba compuesto por el 94,09 % blancos, el 2,06 % eran afroamericanos, el 1,8 % eran amerindios, el 0,51 % eran de otras razas y el 1,54 % eran de una mezcla de razas. Del total de la población el 7,2 % eran hispanos o latinos de cualquier raza.